# Wesbach (Egg an der Günz)
Wesbach ist ein Ortsteil der oberschwäbischen Gemeinde Egg an der Günz im Landkreis Unterallgäu in Bayern. 

## Lage
Der Weiler ist über Gemeindestraßen mit dem Hauptort verbunden, welcher etwa eineinhalb Kilometer nordwestlich liegt. Im Westen verläuft der Wiesenbach, die Landschaft um das Dorf wird landwirtschaftlich genutzt.

## Geschichte
Bereits im frühen Mittelalter gab es den Ort, der aus drei Höfen und einer Burg bestand und als Lehen des Fürststiftes Kempten den Rittern von Wespach verliehen wurde. Das Kloster Ottobeuren war im Weiler ab 1268 begütert. Der Ort „Wespach“ wurde Ende des 13. Jahrhunderts vom Kloster Ottobeuren an den Vasallen Konrad von Lauben als Lehen vergeben. Dieser belehnte wiederum die Ritter von Attenhausen mit dem Ort. Konrad von Lauben hatte den Zehnt in Wespach inne, veräußerte ihn jedoch 1313 an die Reichsabtei Ottobeuren. Der Memminger Bürger Hans Sättelin kaufte den Zehnt 1485 dem Kloster Ottobeuren ab, den Ort selbst verkaufte das Kloster an die Memminger Bürgerfamilien Egloffer und Zwicker. Diese verkauften den Besitz später an die Memminger Adelsfamilien von Stoll und von Zoller. Die beiden Adelsfamilien teilten sich die niedere Gerichtsbarkeit und die Hochgerichtsbarkeit; Landesherr war bis 1803 Memmingen. Mit dem Reichsdeputationshauptschluss kam der Ort 1803 zu Bayern und wurde durch das zweite Gemeindeedikt 1818 der politischen Gemeinde Egg an der Günz zugeschlagen.